# Shonan Monorail
De Shonan Monorail (jap.:湘南モノレール Shōnan Monorēru) is een monorailsysteem dat uit één lijn bestaat met een lengte van 6,6 kilometer. De monorail ligt ongeveer 45 kilometer ten zuiden van het centrum van Tokio en verloopt grofweg in noordoost-zuidwestelijke richting. De lijn verloopt met name door Kamakura en nabij de Sagamibaai voor een kleiner deel ook door Fujisawa, beide steden zijn onderdeel van Groot-Tokio. Het bedrijf Mitsubishi bezit ongeveer 90% van de aandelen van het bedrijf dat de monorail exploiteert.

## Netwerk
Er werd gekozen voor een monorail vanwege de nauwe straten in het gebied en de heuvelachtigheid, op enkele plaatsen komen hellingen met een steilte tot 10% voor. De monorail is gebaseerd op het van oorsprong Franse SAFEGE-systeem. Nadat een test met dit systeem in Yokohama succesvol verliep, werd voor dit type vervoer gekozen. Er werd echter wel met nieuwe inzichten gebouwd, na bouwfouten gemaakt tijdens de bouw van de Yokohama Dreamland Monorail. Na een bouwtijd van slechts twee jaar werd het eerste deel van de lijn geopend. De lijn is enkelsporig uitgevoerd, er zijn vier punten waar de voertuigen elkaar wel kunnen passeren (zie ook de figuur rechts). Een bijzonderheid zijn twee tunnels binnen de Shonan Monorail, met een lengte van 451 en 205 meter.
Het systeem heeft aan beide uiteinden aansluiting op andere spoorlijnen; de noordelijke eindhalte van de monorail ligt direct naast station Ofuna, gelegen aan de Tokaido-lijn. Het zuidelijke eindpunt ligt nabij station Enoshima, een halte van de spoorlijn Enoden.

## Stations
Onderstaande tabel toont de stationsnamen, de afstanden tussen de haltes en de overstapmogelijkheden naar treinen.
| Stationsnaam     | Japans       | Cumulatieve afstand (km) | Overstappen naar |
| ---------------- | ------------ | ------------------------ | ---------------- |
| Station Ofuna    | 大船駅       | 0                        | Tokaido-lijn     |
| Fujimichō        | 富士見町駅   | 0,9                      |                  |
| Shōnan-Machiya   | 湘南町屋駅   | 2,0                      |                  |
| Shōnan-Fukasawa  | 湘南深沢駅   | 2,6                      |                  |
| Nishi-Kamakura   | 西鎌倉駅     | 4,7                      |                  |
| Kataseyama       | 片瀬山駅     | 5,5                      |                  |
| Mejiro-Yamashita | 目白山下駅   | 6,2                      |                  |
| Station Enoshima | 湘南江の島駅 | 6,6                      | Enoden           |

## Galerij

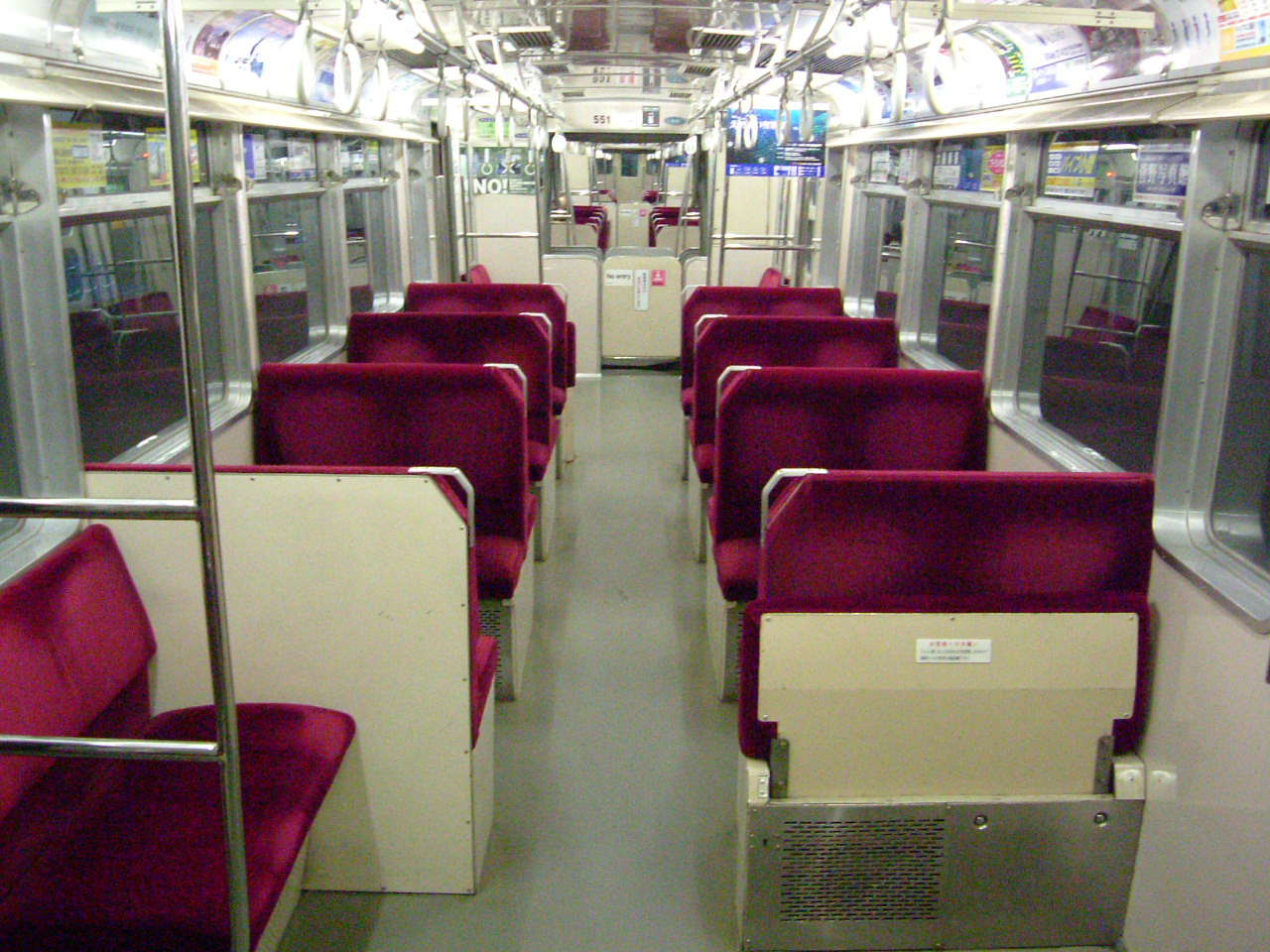
Interieur van een monorailvoertuig
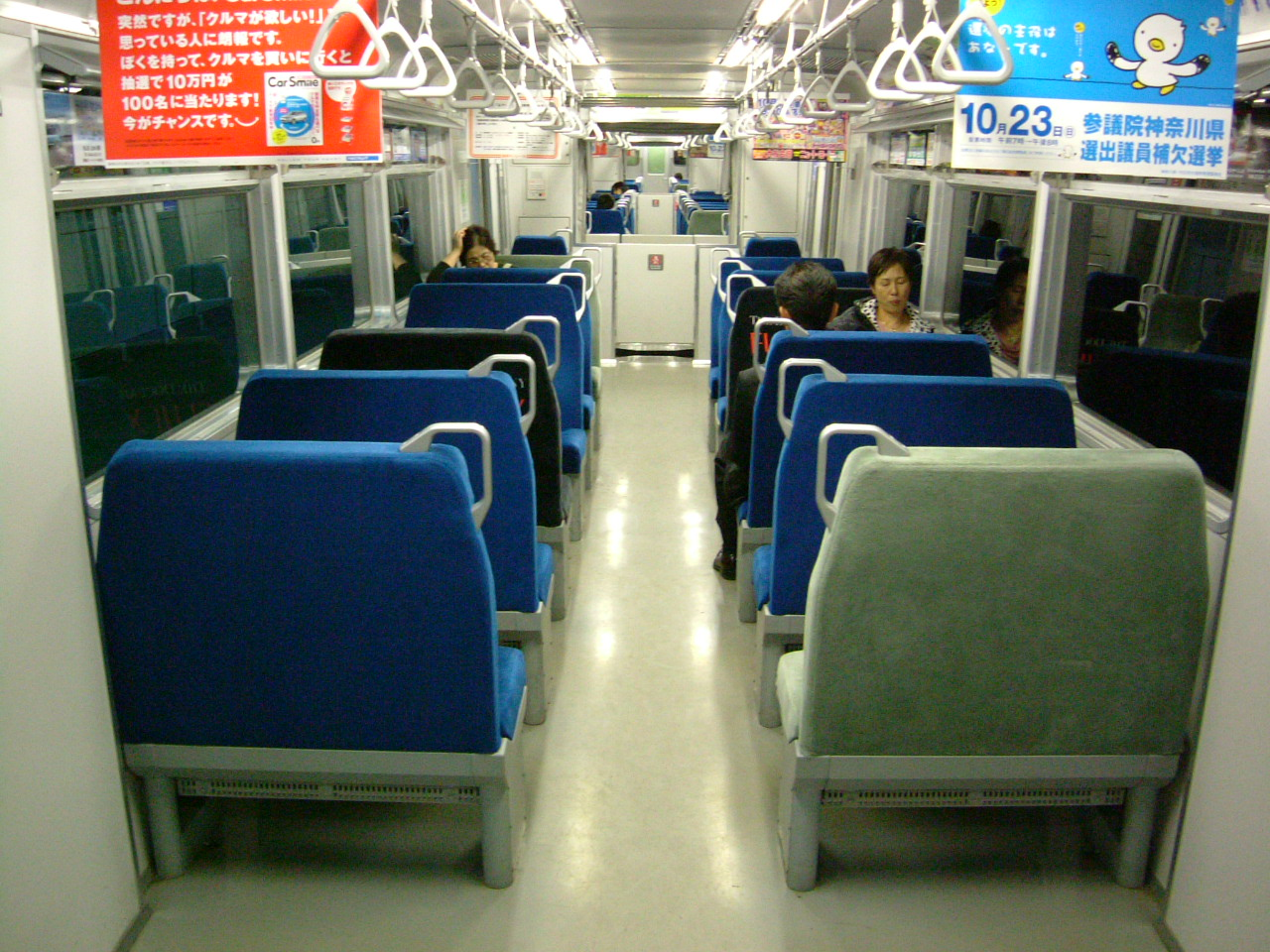
Nieuwer interieur
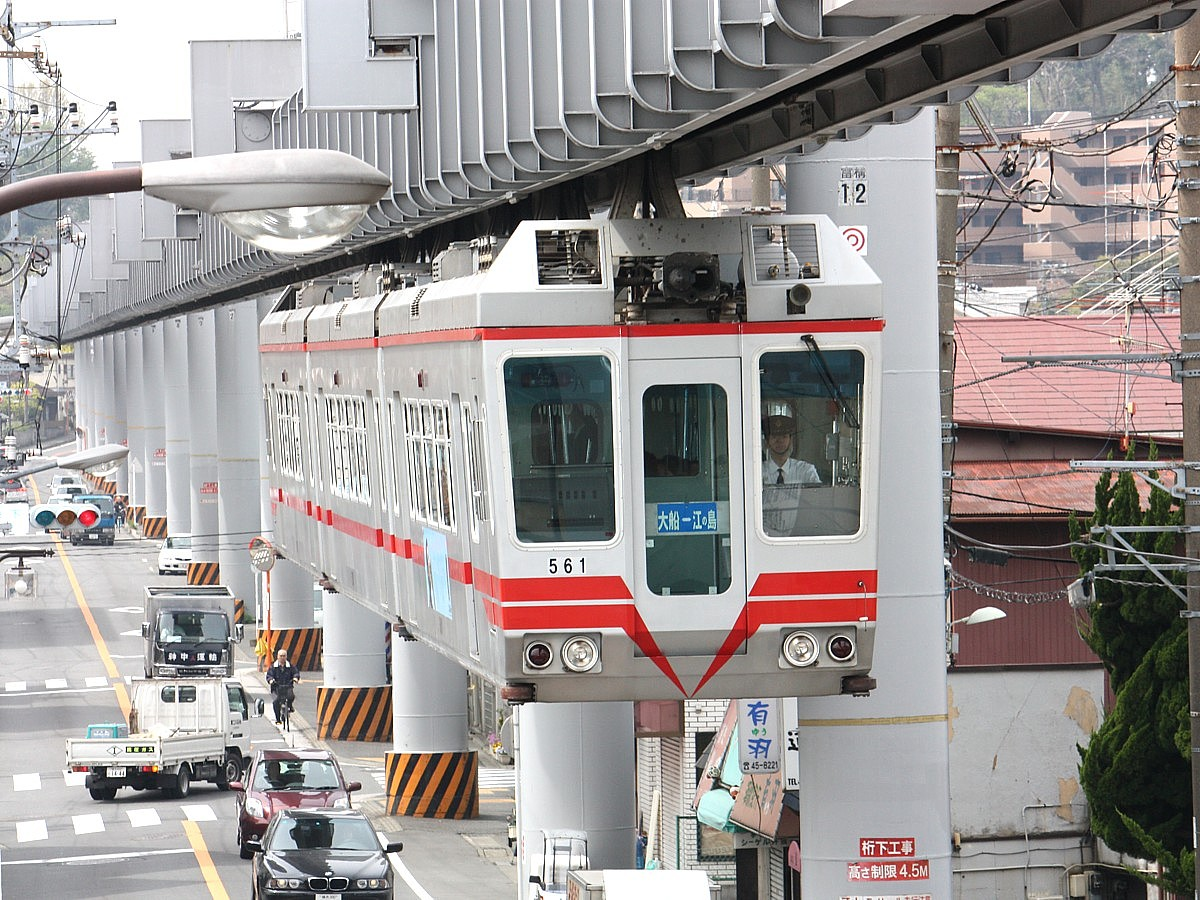
Monorail boven wegverkeer
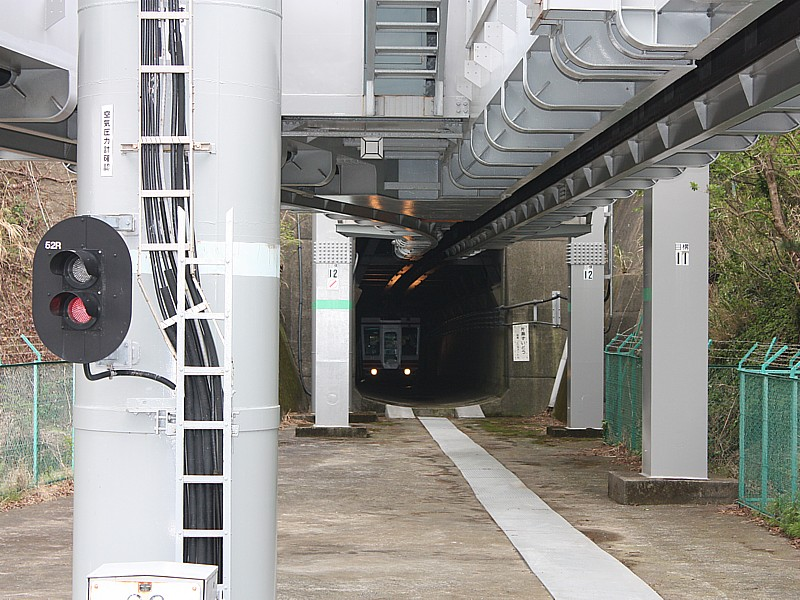
Tunnelgedeelte door mount Katase